# Бозизио Парини
Бозизио Парини (итал. Bosisio Parini) је насеље у Италији у округу Леко, региону Ломбардија.
Према процени из 2011. у насељу је живело 3223 становника. Насеље се налази на надморској висини од 273 м.

## Становништво
| 1931. | 1936. | 1951. | 1961. | 1971. | 1981. | 1991. | 2001. | 2011. |
| ----- | ----- | ----- | ----- | ----- | ----- | ----- | ----- | ----- |
| 2.145 | 2.096 | 2.233 | 2.272 | 2.570 | 2.708 | 2.839 | 3.090 | 3.504 |